# Última generación
Última generación es el tercer álbum del grupo de rock español Porretas. Fue publicado en el año 1993.

## Lista de canciones
1. Si Los Curas Comieran Chinas Del Río
2. Anda Ya!
3. Solo Queremos Diversión
4. Al Otro Lado Del Muro
5. Vaya Lámina!
6. Última Generación
7. El Baile De Los Sordos
8. Mi Jefe
9. Puertas Fuera
10. La fiesta de Blas
11. La Del Furbol
12. Los Mensajeros

## Formación
- Rober: voz y guitarra.
- El Bode: guitarra.
- Pajarillo: bajo y voz.
- Luis: batería.